# Saint-Pé-de-Léren
Saint-Pé-de-Léren település Franciaországban, Pyrénées-Atlantiques megyében. Lakosainak száma 268 fő (2022. január 1.). Saint-Pé-de-Léren Sorde-l’Abbaye, Came, Carresse-Cassaber, Labastide-Villefranche, Léren és Saint-Dos községekkel határos.

## Népesség
A település népessége az elmúlt években az alábbi módon változott:
| Lakosok száma | 255  | 257  | 263  | 258  | 258  | 259  | 261  | 265  | 268  |
|               | 2013 | 2015 | 2016 | 2017 | 2018 | 2019 | 2020 | 2021 | 2022 |